# Шевченко Володимир Іларіонович
Володи́мир Іларіо́нович Шевче́нко (25 червня 1908 — 6 січня 1972) — радянський військовий льотчик, Герой Радянського Союзу (1938) за звитяги на фронті громадянської війни в Іспанії.

## Життєпис
Народився 25 червня 1908 на хуторі Америка (з 1923 року іменувався Червона Зоря) Області Війська Донського, нині в межах селища Панфілово Новоаннінського району Волгоградської області Росії, в селянській родині. Українець. Закінчив приходську школу, робітфак.
У Червоній армії з 1929 року. У 1932-му закінчив Борисоглібську військову школу льотчиків.
Брав участь в 1937 році в громадянській війні в Іспанії 1936—1939 років, командир загону бомбардувальників старший лейтенант Шевченко В. І. зробив 156 бойових вильотів на бомбардування об'єктів, що знаходились у тилу франкістів, та на їхні кораблі у морі.
Указом Президії Верховної Ради СРСР від 14 березня 1938 старшому лейтенанту Шевченку Володимиру Іларіоновичу присвоєно звання Героя Радянського Союзу з врученням ордена Леніна, а після заснування особливої відзнаки йому вручена медалі «Золота Зірка» (№ 69).
Після повернення з Іспанії, в червні 1938 року В. І. Шевченко призначений на посаду заступника начальника Головної льотної інспекції при Військовій раді ВПС РСЧА.
Полковник Шевченко В. І. брав участь у боях з японськими мілітаристами в районі річки Халхін-Гол (Монголія) в 1939 році, командуючи 100-ю авіаційною бомбардувальною бригадою. Особисто здійснив кілька бойових вильотів.
З грудня 1939 року — командир 10-ї швидкісної бомбардувальної авіаційної бригади ВПС Київського Особливого військового округу, на чолі її брав участь у Радянсько-фінській війні 1939—1940 років у складі ВПС 9-ї армії.
З червня 1940 року — командир 18-ї змішаної авіаційної дивізії ВПС Київського Особливого військового округу. З лютого 1941 року — командир 16-ї змішаної авіаційної дивізії ВПС Одеського військового округу. Початок війни зустрів на цій посаді в місті Тернопіль.
Воював на Південному фронті. Тимчасово обіймав посаду начальника ВПС 37-ї армії Південно-Західного фронту. З травня 1942 генерал-майор авіації Шевченко В. І. командував 217-ю, з липня — 216-ю винищувальною авіаційною дивізією 14-ї повітряної армії на Південному, Північнокавказькому і Закавказькому фронтах, брав участь в обороні Кавказу. З жовтня 1942 командував 1-м змішаним авіаційним корпусом 17-ї повітряної армії Південно-Західного і 4-го Українського фронтів. З липня 1944 року — командир 182-ї штурмової авіаційної дивізії 1-ї повітряної армії 3-го Білоруського фронту, з якою пройшов до кінця війни.
Після війни генерал-майор авіації Шевченко В. І. продовжував командувати цією дивізією, дислокованою в місті Інстербург (нині — Черняховськ, Калінінградської області).
У 1946 році після розформування дивізії відмовився їхати на Далекий Схід на аналогічну посаду. При проходженні медкомісії в квітні того ж року був визнаний інвалідом другої групи і звільнений у запас. Жив у місті Черняховську, в тому ж будинку, який займав, будучи командиром дивізії. У лютому 1948 був заарештований, звинувачений у розкраданні державного майна. У більшості публікацій — «за звинуваченням в антирадянській діяльності та шкідництві». У травні 1948 засуджений військовим трибуналом Прибалтійського військового округу до найвищої кари, але вирок був знижений до 10 років ув'язнення у виправно-трудових таборах, з поразкою в правах на 5 років та з конфіскацією майна. Указом Президії Верховної Ради СРСР від 25 січня 1949 позбавлений звання Героя Радянського Союзу. При цьому військового звання «генерал-майор авіації» не позбавлявся.
Провів 5 років у таборах під містом Кемерово. Звільнений в травні 1953 року за амністією. Після звільнення повернувся на батьківщину. Жив у селищі Панфілово Волгоградської області, працював викладачем військової справи в середній школі, інструктором Калінінського районного відділу ДТСААФ, завідувачем хлібопекарень і колгоспної ферми. Неодноразово звертався зі скаргами в різні інстанції. У лютому 1969 року постановою Пленуму Верховного Суду СРСР справу генерала Шевченка було припинено за недоведеністю пред'явленого обвинувачення. Указом Президії Верховної Ради СРСР від 12 травня 1969 Шевченко Володимир Іларіонович відновлений у званні Героя Радянського Союзу і в праві на всі державні нагороди.
З 1970 року жив у Волгограді. Генерал-майор авіації у відставці В. І. Шевченко помер 6 січня 1972 року. Похований у Волгограді.